# Exploitation agricole

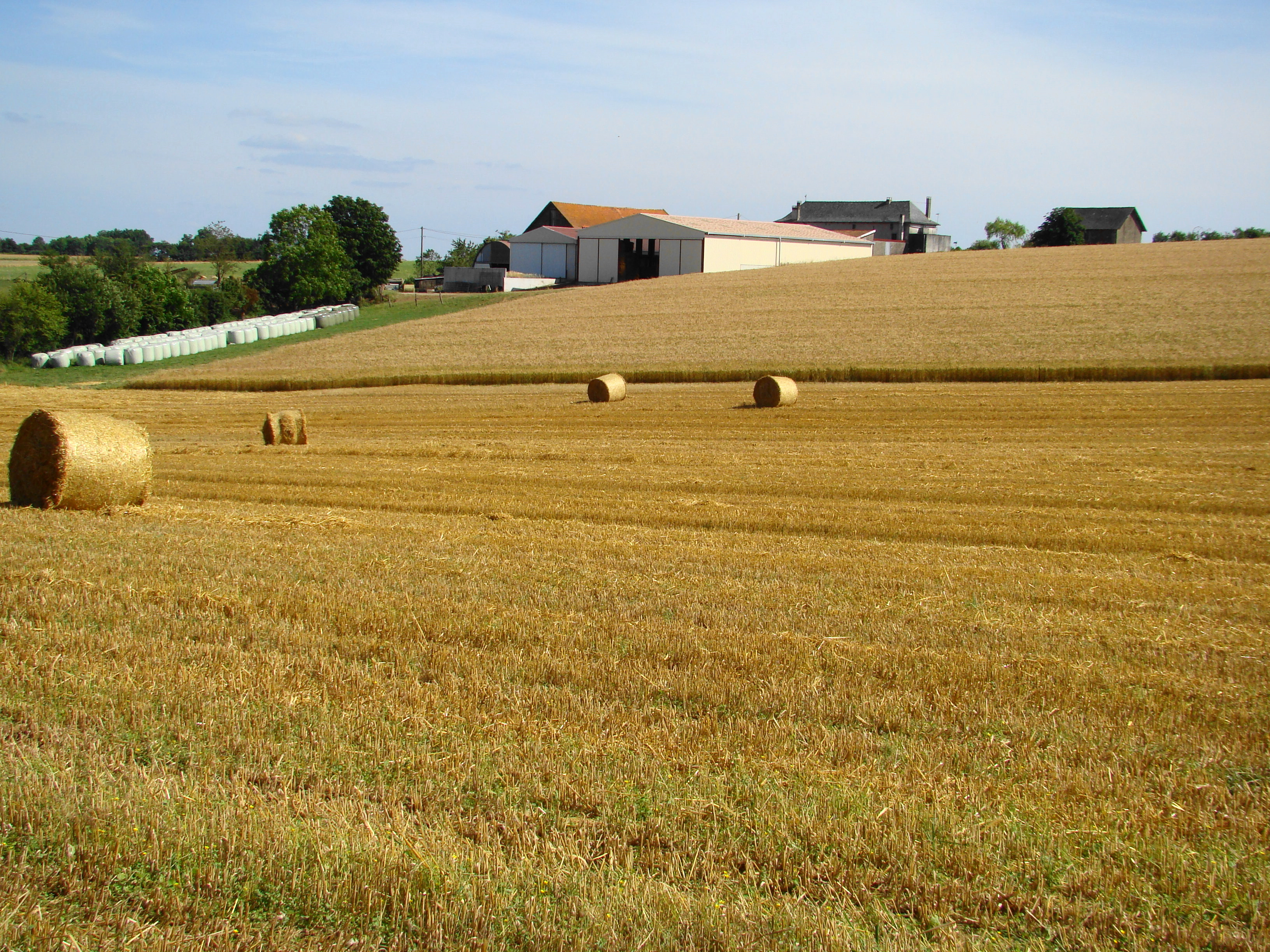
Une exploitation agricole en France

Une exploitation agricole désigne en économie agricole une entreprise (ou une partie d'une entreprise) vouée à la production agricole et caractérisée par une gestion unique et des moyens de production propres.

## En France

### Définition
En France mais également au Canada, l'emploi de ce terme dans ce sens est recommandé par l'arrêté du 20 septembre 1993 relatif à la terminologie de l'agriculture, et il est obligatoire pour les administrations et les services de l'État.
Il n'existe pas en France de définition unique de l'exploitation agricole.
Le législateur définit en revanche plus strictement les activités agricoles.
Sont réputées agricoles au sens du Code rural et de la pêche maritime (article L. 311-1), toutes les activités correspondant à la maîtrise et à l'exploitation d'un cycle biologique de caractère végétal ou animal et constituant une ou plusieurs étapes nécessaires au déroulement de ce cycle, ainsi que les activités exercées par un exploitant agricole qui sont dans le prolongement de l'acte de production ou qui ont pour support l'exploitation.
Les activités de cultures marines sont réputées agricoles, nonobstant le statut social dont relèvent ceux qui les pratiquent. Il en est de même des activités de préparation et d'entraînement des équidés domestiques en vue de leur exploitation, à l'exclusion des activités de spectacle. Il en est de même de la production et, le cas échéant, de la commercialisation, par un ou plusieurs exploitants agricoles, de biogaz, d'électricité et de chaleur par la méthanisation, lorsque cette production est issue pour au moins 50 % de matière provenant d'exploitations agricoles. Les revenus tirés de la commercialisation sont considérés comme des revenus agricoles, au prorata de la participation de l'exploitant agricole dans la structure exploitant et commercialisant l'énergie produite.
Cette définition juridique détermine notamment l’application du statut du fermage, le statut juridique de l’entreprise et des sociétés.
La définition fiscale de l’activité agricole est établie par l'article 63 du Code général des impôts. La définition fiscale de l’activité agricole comprend pour l’essentiel les activités de productions animales et végétales, et dans certaines limites, différentes éventuellement des seuils de référence pour le Code rural et de la pêche maritime, les activités de transformation et de commercialisation des produits de l’exploitation, et les prestations équestres.
Cette définition détermine les régimes d’imposition des bénéfices agricoles, les règles concernant la TVA et certaines dispositions de la fiscalité locale.
La définition sociale de l’activité agricole comprend, outre les activités mentionnées à l'article L. 311-1 du Code rural et de la pêche maritime, notamment les activités de travaux d’entreprise agricole et les travaux forestiers. Cette définition détermine le champ de compétence du régime social agricole avec le prélèvement de cotisations sociales et le versement de prestations sociales par les caisses de Mutualité sociale agricole (MSA) (article L. 722-1 du Code rural et de la pêche maritime).
Ces définitions n'étant pas harmonisées, une abondante jurisprudence précise les interprétations qui peuvent, dans tel ou tel contexte juridique, être retenues.
L'exploitation agricole est généralement une entreprise, fréquemment à forme individuelle, mais de plus en plus souvent sous statut de société (GAEC, EARL, SCEA…), ayant pour activité·s l'une ou plusieurs de celles mentionnées à l’article L. 311-1 du Code rural et de la pêche maritime, ou selon le contexte, une des activités prévues par la règlementation fiscale ou sociale.
L'exploitation agricole peut parfois constituer l'atelier agricole d'une entreprise à vocation plus large (par exemple : porcherie annexée à une laiterie, exploitation agricole annexée à un établissement hospitalier ou scolaire), sous réserve de disposer d'une indépendance dans sa gestion courante.
L'exploitation est le plus souvent identifiée par son numéro Insee (SIRET), qui correspond alors en principe à une activité agricole de la nomenclature d'activités française (NAF) (Par exemple : Sous-classe 01.11Z du code NAF "Culture de céréales (à l'exception du riz), de légumineuses et de graines oléagineuses"). Le SIRET est utilisé dans de nombreuses démarches administratives.
Le dispositif de demande des aides dans le cadre de la politique agricole commune (PAC) utilise un numéro spécifique (le numéro PACAGE). Seuls les demandeurs d'aides PAC disposent de ce numéro attribué par la Direction Départementale des Territoires (DDT(M)), qui est confidentiel. Les maraîchers, les centres équestres sont rarement demandeurs d'aides PAC, tout en étant des exploitants agricoles au sens du Code rural et de la pêche maritime.
Le chef d'exploitation agricole dispose le plus souvent d'un numéro d'affiliation à la MSA, organisme professionnel chargé de la Sécurité sociale des agriculteurs et des salariés agricoles en France. Certaines exploitations ne sont pas affiliées à la MSA, telles que des exploitations de lycée agricole par exemple. Inversement, de nombreux affiliés de la MSA ne sont pas exploitants agricoles (salariés de coopératives agricoles, chefs d'entreprises d'entretien ou d'aménagement d'espaces verts…). L’affiliation à la MSA est donc fréquente, mais ni nécessaire ni suffisante à définir une exploitation agricole.
On admet en général qu'une exploitation agricole doit avoir une dimension minimale, ce qui la distingue de l'activité d'agrément (par exemple : détention d'un cheval et d'un pré ; de quelques ruches) ou de subsistance (jardin familial). Être soumis à un impôt au titre des bénéfices agricoles manifeste une volonté de dégager un revenu, et permet généralement de distinguer une exploitation d'une activité de loisir ou de subsistance. Mais, les instructeurs des demandes de permis de construire en zone classée agricole (Zone "A" du Plan local d'urbanisme (PLU)), ne considèrent pas toujours l'argument suffisant pour permettre d'accorder le droit à construire hors zone urbaine (Voir article R. 123-7 du Code de l'urbanisme).
L'administration préfectorale, qui instruit les demandes d'autorisation d'exploiter en agriculture, utilise d'autres seuils réglementaires de dimension des exploitations, prévus à l'article L. 331-2 et suivants du Code rural et de la pêche maritime, visant à favoriser certains types d'exploitations agricoles, ni trop grandes, ni trop petites.
Dans le langage courant, on réserve l'expression "d'entreprise agricole" seulement aux exploitations qui paraissent les plus grandes, ce qui peut être source de confusion.

### Formes juridiques
- Exploitation individuelle (EI)
  - Entreprise individuelle à responsabilité limitée (EIRL)
- Exploitation agricole à responsabilité limitée (EARL)
- Groupement agricole d'exploitation en commun (GAEC)
- Société civile d'exploitation agricole (SCEA)
- Groupement foncier agricole (GFA)

### Statistiques

#### En 2007
Il y avait en France, en 2007, 326 000 exploitations agricoles dites professionnelles (contre 347 000 en 2005 et 397 000 en 1998) sur un total de 507 000 exploitations dont 41 000 GAEC, 70 000 EARL, 19 000 sociétés civiles et 5 000 sociétés de fait.
La surface agricole utilisée (SAU) moyenne par exploitation agricole est passée en France de 42 hectares en 1998 à 71 hectares en 2005 et 78 hectares en 2007. Pour les exploitations de grandes cultures, la moyenne est de 116 hectares (+ 17 ha par rapport à 2000). Pour les élevages de bovins, la moyenne est de 86 hectares (+ 15 ha en comparaison à 2000).

#### En 2016
Le nombre d'exploitations agricoles, en France métropolitaine, est de 437 400 (moins 11 % par rapport à 2010). La diminution est plus importante pour les filières d’élevage. En 2016, une exploitation agricole dispose en moyenne de 63 hectares (7 hectares de plus qu’en 2010). 175 300 exploitations ont moins de 20 ha (3,7 % de la SAU) alors que 24 700 en ont 200 ou plus (26,3 % de la SAU).
36 % des exploitations agricoles ont un statut de société et exploitent 64 % de la SAU. Les EARL sont les formes sociétaires privilégiées, les GAEC sont également très répandus. Dans les petites exploitations, le statut individuel reste largement majoritaire.
Le nombre d'emplois permanents est de 824 000 personnes, dont 564 000 chefs d'exploitation et coexploitants.

### Environnement
En France, les orientations stratégiques du plan régional d'agriculture durable tiennent compte d'enjeux économiques, sociaux et environnementaux contenant notamment :
- « la conception et le développement de pratiques et de systèmes de production innovants, conciliant efficacité économique et performance écologique » ;
- « le développement des productions bénéficiant d'un mode de valorisation de la qualité et de l'origine et notamment le développement de l'agriculture biologique » ;
- « l'engagement des exploitations agricoles dans une démarche de certification environnementale »[5] ;
- « la maîtrise de la consommation d'énergie et le développement des énergies renouvelables d'origine agricole ».

## En Europe
Dans l'Union européenne il existe, en 2016, 10 468 000 exploitations agricoles exploitant 173 339 000 hectares de surface agricole utile, soit une moyenne de 16,5 ha par exploitation. Le premier pays par le nombre d'exploitations est la Roumanie : 3 422 000 soit 32,4 % du total, viennent ensuite la Pologne 1 411 000 (13,5 %), l'Italie 1 146 000 (10,9 %), l'Espagne 945 000 (9 %), la Grèce 685 000 (6,5 %) ; la France suit avec 4,4 %. L'Allemagne compte 276 000 exploitations et le Royaume-Uni 185 000.

### En Italie
Le podere (en français fonds, du latin fundus) est, en Italie, l’unité foncière élémentaire d’une société rurale comprenant les structures nécessaires à l'installation et à l'obtention d'un revenu suffisant pour garantir les moyens de subsistance d’une famille paysanne. Le terme italien de podere (pluriel : poderi) désigne la quantité de terre cultivable proportionnellement à la potentialité (potere en italien) de travail de la famille établie sur l'exploitation.

## Politique agricole commune dans l'Union européenne
Dans le cadre de la politique agricole commune, chaque année, les agriculteurs de chaque État-membre de l'Union européenne doivent adresser à l'administration un dossier de déclaration de surfaces qui comprend notamment le dessin des îlots de culture qu'ils exploitent et les cultures qui y sont pratiquées. Ces informations alimentent le registre parcellaire graphique.